# Robin McAuley
Robin McAuley (n. 20 de enero de 1953, Condado de Meath, Irlanda) es un músico y compositor irlandés, famoso por ser vocalista y fundador de la banda McAuley Schenker Group y por haber sido vocalista de Survivor entre los años 2006 y 2011.

## Biografía

### Inicios
Inició su carrera en 1981 cuando ingresó como vocalista a la banda británica Grand Prix en reemplazo de Bernie Shaw, conocido más tarde por integrar los grupos Praying Mantis y luego Uriah Heep. En 1983 y junto a Grand Prix publicaron el álbum Samurai a través de Chrysalis Records. Ya en 1985 se unió al grupo Far Corporation donde participó en el disco Division One, junto a otros músicos invitados de los cuales destacaron el exbajista de Bad English Ricky Philips, Steve Lukather, David Paich y Bobby Kimball de Toto, Mel Collins saxofonista de Bad Company y a algunos integrantes de la banda Meat Loaf.
Después de su salida de Far Corporation, McAuley en 1986 publicó el sencillo «Eloise» —original de Paul Ryan—, que desafortunadamente coincidió con la publicación de la misma canción por parte del grupo de punk rock The Damned. 

### La etapa en McAuley Schenker Group
En 1986 se unió al exguitarrista de UFO Michael Schenker, con quién formó la banda McAuley Schenker Group. Después de firmar con Capitol Records, lanzaron en el mismo año el disco Perfect Timing, obteniendo relativo éxito en las listas musicales gracias en parte a la canción «Gimme Your Love». En 1989 publicaron su segundo álbum de estudio Save Yourself, que con temas como «Anytime», «Save Yourself» y «This is My Heart», se convirtió en el más exitoso de la agrupación. En la década de los noventa, específicamente en 1992 publicaron M.S.G. y en 1993 el acústico MSG Unplugged. Tras el lanzamiento de este último contrajo matrimonio, que conllevó a su retiro del mercado mundial y por ende el término de la banda, ya que Michael no estaba de acuerdo de seguir el proyecto sin él.

### El receso y la actualidad
Después de la disolución de la banda McAuley se tomó un receso de los escenarios, a excepción de ciertas apariciones menores como artista invitado. En 1995 participó en el proyecto de su amigo Ricky Philips, junto al vocalista Fergy Frederiksen llamado Frederiksen/Philips y a fines de la década publicó su primer álbum en solitario Business As Usual, pero solo para el mercado japonés.
En 2000 volvió a participar con Ricky Philips en su disco Elements of Friction y posteriormente colaboró en los coros en el disco The Road del proyecto Haven. Luego participó en distintos discos tributos como el de Jason Becker, Kiss, Iron Maiden, Queen, Aerosmith, AC/DC y Journey.
En 2006 volvió a trabajar con Michael Schenker como vocalista invitado en el disco Tales of Rock 'n' Roll y al año siguiente participó en el supergrupo The Big Ball Stars en un concierto único junto al vocalista y guitarrista John Corabi (Motley Crue, Ratt), el baterista Chris Slade (Uriah Heep, AC/DC), el tecladista Teddy Andreadis (Guns N Roses), el bajista Robbie Crane (Ratt) y Brent Woods (Wildside, Vince Neil) celebrado el 27 de enero de 2007 en el recinto The Knitting Factory en Hollywood, California. En 2006 también ingresó como vocalista a la agrupación de AOR Survivor, permaneciendo en esta hasta el 2011, tras el regreso de Jimi Jamison. En 2012 fue invitado por Michael Schenker en la gira Temple of Rock Tour, para interpretar algunos temas de la banda en común, con fechas solo en los Estados Unidos.

## Discografía
Grand Prix
•1982: There For None To See
•1983: Samurai
Solista
- 1986: Eloise (sencillo)
- 1999: Business As Usual
- 2021: Standing On The Edge
- 2023: Alive
- 2025: Soulbound

### McAuley Schenker Group
- 1987: Perfect Timing
- 1989: Save Yourself
- 1992: M.S.G.
- 1993: MSG Unplugged

### Far Corporation
- 1985: Division One
- 1994: Solitude

### Colaboraciones
- 1991 - Bad Moon Rising
- 1995 - Frederiksen/Philips: Frederiksen/Philips
- 2000 - Ricky Philips: Elements of Friction
- 2001 - Haven: The Road
- 2001 - V Proyect: Lost Demons
- 2001 - Max Magagni: Twisted
- 2006 - Demon Angels: Time of Confusion
- 2006 - Michael Schenker Group: Tales of Rock 'n' Roll
- 2007 - The Screamin' Lords - Long Live Me
- 2007 - Franki Banali and Friends: Tribute to Led Zeppelin

### Álbumes tributo
- 1997 - Varios artistas: Dragon Attack: A Tribute to Queen
- 1998 - Varios artistas: Forever Mod: Portrait of a Storyteller
- 2001 - Varios artistas: Warmth in the Wilderness: A Tribute to Jason Becker
- 2001 - Varios artistas: One Way Street: A Tribute to Aerosmith
- 2004 - Varios artistas: Spin the bottle: An All-Stars Tribute to Kiss
- 2004 - Varios artistas: We Salute You: A Tribute to AC/DC
- 2005 - Varios artistas: Numbers from the Beast: An All-Stars Salute to Iron Maiden
- 2006 - Varios artistas: 80s Metal Tribute to Journey

### Black Swan
- 2020 - Shake the World
- 2022 - Generation Mind